# Cappelen Damm
Cappelen Damm est une maison d'édition norvégienne créée en 2007. Elle est issue de la fusion entre deux maisons d'édition norvégiennes : J. W. Cappelens forlag, fondée en 1829, et N. W. Damm & Søn, fondée en 1843. Cappelen Damm est la propriété conjointe du groupe d'édition suédois Bonnier, qui avait racheté J. W. Cappelens forlag en 1987, et du groupe médiatique danois Egmont, qui avait acheté N. W. Damm & Søn en 1984.